# Anogeissus bentii
Anogeissus bentii là một loài thực vật]] thuộc họ Combretaceae. Đây là loài đặc hữu của Yemen.